# Европско првенство у атлетици у дворани 1987 — скок увис за жене
Такмичење у скоку увис у женској конкуренцији на 18. Европском првенству у атлетици у дворани 1987. године одржано је 22. фебруара. у Регионалном покривеном стадиону у Лијевену, (Француска
Титулу европске првакиње освојену на Европском првенству у дворани 1986. у Мадриду није бранила Андреа Биниас из Источне Немачке.

## Земље учеснице
Учествовалло је 17 такмичарки из 33 земаља.
1. аустрија (1)
2. Белгија (1)
3. Бугарска (3)
4. Источна Немачка (1)
5. Чехословачка (1)
6. Финска (1)
7. Уједињено Краљевство (2)
8. Мађарска (1)
9. Норвешка (1)
10. Пољска (2)
11. Совјетски Савез (1)
12. Шведска (1)
13. Западна Немачка (1)

## Рекорди
| Рекорди пре почетка Европског првенства у дворани 1987.    | Рекорди пре почетка Европског првенства у дворани 1987. | Рекорди пре почетка Европског првенства у дворани 1987. | Рекорди пре почетка Европског првенства у дворани 1987. | Рекорди пре почетка Европског првенства у дворани 1987. | Рекорди пре почетка Европског првенства у дворани 1987. |
| ---------------------------------------------------------- | ------------------------------------------------------- | ------------------------------------------------------- | ------------------------------------------------------- | ------------------------------------------------------- | ------------------------------------------------------- |
| Светски рекорд у дворани                                   | Стефка Костадинова                                      | Бугарска                                                | 2,04                                                    | Ђенова, Италија                                         | 31. јануар 1987                                         |
| Европски рекорд у дворани                                  | Стефка Костадинова                                      | Бугарска                                                | 2,04                                                    | Ђенова, Италија                                         | 31. јануар 1987                                         |
| Рекорди европских првенстава у дворани                     | Тамара Бикова                                           | Совјетски Савез                                         | 2.03                                                    | Будимпешта, Мађарска                                    | 6. март 1983                                            |
| Најбољи светски резултат сезоне у дворани                  | Стефка Костадинова                                      | Бугарска                                                | 2,04                                                    | Ђенова, Италија                                         | 31. јануар 1987                                         |
| Најбољи европски резултат сезоне у дворани                 | Стефка Костадинова                                      | Бугарска                                                | 2,04                                                    | Ђенова, Италија                                         | 31. јануар 1987                                         |
| Рекорди после завршеног Европског првенства у дворани 1987 |                                                         |                                                         |                                                         |                                                         |                                                         |
| Нових рекорда није било.                                   |                                                         |                                                         |                                                         |                                                         |                                                         |

### Најбољи европски резултати у 1987. години
Десет најбољих европских скакачица увис у дворани 1987. године пре почетка првенства (21. марта 1987), имале су следећи пласман на европској и светској ранг листи. (СРЛ)
| 1. | Стефка Костадинова | Бугарска        | 2,04 | 31. јануар  | 1. СРЛ  |
| 2. | Сузана Бајер       | Источна Немачка | 2,01 | 8. фебруар  | 2. СРЛ  |
| 3. | Емилија Драгијева  | Бугарска        | 1,98 | 14. фебруар | 3. СРЛ  |
| 4. | Марина Дектјар     | Совјетски Савез | 1,95 | 11. јануар  | =5. СРЛ |
| 4. | Хајке Редецки      | Западна Немачка | 1,95 | 2. фебруар  | =5. СРЛ |
| 6. | Марина Доронина    | Совјетски Савез | 1,94 | 15. јануар  | 8. СРЛ  |
| 6. | Олга Турчак        | Совјетски Савез | 1,94 | 15. јануар  | 8. СРЛ  |
| 6. | Андреа Биниас      | Источна Немачка | 1,94 | 25. јануар  | 8. СРЛ  |
| 6. | Тамара Бикова      | Совјетски Савез | 1,94 | 8. фебруар  | 8. СРЛ  |
| 6. | Албина Казакова    | Совјетски Савез | 1,94 | 8. фебруар  | 8. СРЛ  |
| 6. | Уршула Кјелан      | Пољска          | 1,94 | 15. фебруар | 8. СРЛ  |
| 6. | Данута Булковска   | Пољска          | 1,94 | 15. фебруар | 8. СРЛ  |

Такмичарке чија су имена подебљана учествују на ЕПд 1987.

## Освајачи медаља
|                             |                               |                                                        |
| Стефка Костадинова Бугарска | Тамара Бикова Совјетски Савез | Сузана Бајер Источна Немачка Елжбиета Трилињска Пољска |

## Резултати
| Пласман | Атлетичарка        | Земља                | Резултат | Белешка |
| ------- | ------------------ | -------------------- | -------- | ------- |
|         | Стефка Костадинова | Бугарска             | 1,97     |         |
|         | Тамара Бикова      | Совјетски Савез      | 1,94     |         |
|         | Сузана Бајер       | Источна Немачка      | 1,91     |         |
|         | Елжбиета Трилињска | Пољска               | 1,91     |         |
| 5.      | Хајке Редецки      | Западна Немачка      | 1,91     |         |
| 6,      | Џенет Бојл         | Уједињено Краљевство | 1,90     | ЛРд     |
| 7.      | Данута Булковска   | Пољска               | 1,88     |         |
| 7.      | Емилија Драгијева  | Бугарска             | 1,88     |         |
| 7.      | Каталин Штерк      | Мађарска             | 1,88     |         |
| 10.     | Јана Бренкусова    | Чехословачка         | 1,88     | ЛРд     |
| 11.     | Хане Хаугланд      | Норвешка             | 1,88     |         |
| 12.     | Ринга Ропо         | Финска               | 1,85     | ЛРд     |
| 12.     | Светлана Исајева   | Бугарска             | 1,85     |         |
| 14.     | Дајана Дејвис      | Уједињено Краљевство | 1,85     |         |
| 14.     | Christine Soetewey | Белгија              | 1,85     |         |
| 16.     | Зигрид Кирхман     | Аустрија             | '1,85    |         |
| 17.     | Кристина Нордстрем | Шпанија              | 1,80     |         |

## Укупни биланс медаља у скоку увис за жене после 18. Европског првенства у дворани 1970—1987.
|     | Земља           |    |    |    |    |
| --- | --------------- | -- | -- | -- | -- |
| 1.  | Источна Немачка | 5  | 5  | 3  | 13 |
| 2.  | Италија         | 4  | 0  | 0  | 4  |
| 3.  | Бугарска        | 3  | 0  | 1  | 4  |
| 4.  | Западна Немачка | 2  | 3  | 1  | 6  |
| 5.  | Совјетски Савез | 1  | 3  | 1  | 5  |
| 6.  | Чехословачка    | 1  | 1  | 2  | 4  |
| 6.  | Мађарска        | 1  | 1  | 2  | 4  |
| 8.  | Аустрија        | 1  | 0  | 0  | 1  |
| 9.  | Пољска          | 0  | 2  | 6  | 8  |
| 10. | Француска       | 0  | 2  | 1  | 3  |
| 11. | Румунија        | 0  | 1  | 1  | 2  |
| 12. | Холандија       | 0  | 0  | 1  | 1  |
|     | Укупно {12}     | 18 | 18 | 19 | 55 |

|     | Атлетичарка        | Земља           |   |   |   |   |
| --- | ------------------ | --------------- | - | - | - | - |
| 1.  | Сара Симеони       | Италија         | 4 | 0 | 0 | 4 |
| 2.  | Роземари Акерман   | Источна Немачка | 3 | 0 | 0 | 3 |
| 3.  | Улрике Мејфарт     | Западна Немачка | 2 | 1 | 1 | 4 |
| 4.  | Стефка Костадинова | Бугарска        | 2 | 0 | 0 | 2 |
| 5.  | Милада Карбанова   | Чехословачка    | 1 | 1 | 2 | 4 |
| 6.  | Андреа Биенас      | Источна Немачка | 1 | 1 | 0 | 2 |
| 6.  | Тамара Бикова      | Совјетски Савез | 1 | 1 | 0 | 2 |
| 6.  | Андреа Матаи       | Мађарска        | 1 | 1 | 0 | 2 |
| 9.  | Рита Шмит          | Источна Немачка | 1 | 0 | 2 | 3 |
| 10. | Јорданка Благоева  | Бугарска        | 1 | 0 | 1 | 2 |
| 11. | Рита Гилдемајстер  | Источна Немачка | 0 | 2 | 0 | 2 |
| 11. | Бригите Холцапфел  | Западна Немачка | 0 | 2 | 0 | 2 |
| 13. | Урсула Кјелан      | Пољска          | 0 | 1 | 3 | 4 |
| 14. | Мариз Еванже Епе   | Француска       | 0 | 1 | 1 | 2 |
| 14. | Елжбиета Трилињска | Пољска          | 0 | 1 | 1 | 2 |
| 14. | Корнелија Попеску  | Румунија        | 0 | 1 | 1 | 2 |
| 14. | Лариса Косицина    | Совјетски Савез | 0 | 1 | 1 | 2 |
| 18  | Данута Булковска   | Пољска          | 0 | 0 | 2 | 2 |